# Xã Solomon, Quận Saline, Kansas
Xã Solomon (tiếng Anh: Solomon Township) là một xã thuộc quận Saline, tiểu bang Kansas, Hoa Kỳ. Năm 2010, dân số của xã này là 309 người.